# Oración explicativa
En idioma español las oraciones relativas pueden, ser especificativas o determinativas y explicativas o incidentales.
Las primeras determinan al antecedente, especificándolo; las segundas no hacen más que expresar una circunstancia del mismo. 

## Explicaciones y ejemplos
Si digo:
Juan, que es diligente, trabaja sin descanso
la oración "que es diligente" no determina ni especifica al substantivo Juan, sino que indica una cualidad propia y característica del mismo, y por lo tanto es explicativa.
En las oraciones explicativas la oración de relativo se separa del antecedente por una leve pausa en la recitación y por una coma en la escritura. En estas, el relativo que puede substituirse por el pronombre cual precedido del artículo, según el género y número del antecedente; en cambio en las especificativas no siempre puede hacerse tal substitución.
Puede decirse:
Pedro y Juan, que son amigos (o los cuales son amigos), se ayudaron
Una condición que distingue a las relativas especificativas de las incidentales o explicativas es que estas pueden suprimirse sin dejar de ser verdadero el sentido de la oración principal; pero aquellas, no. Puede decirse:
Juan trabaja sin descanso
la oración de relativo
La pausa que en las oraciones incidentales se hace entre el antecedente y el relativo, y la coma con que se indica en la escritura, son tan necesarias, que solo por ellas se distingue en muchos casos la clase de estas oraciones. Si escribo:
los aliados que no quisieron someterse fueron pasados a cuchillo
la oración de relativo es especificativa, y expresa que no todos los aliados, sino solo una parte de ellos (los que no quisieron someterse) fueron pasados a cuchillo; pero si escribo
los aliados, que no quisieron someterse, fueron pasados a cuchillo
indicó que lo fueron todos sin excepción.
Las explicativas o incidentales pueden convertirse en oraciones independientes o en subordinadas adverbiales, substituyendo el pronombre relativo por una conjunción; así:
los aliados, porque no quisieron someterse, fueron pasados a cuchillo
o bien
los aliados no quisieron someterse, y fueron pasados a cuchillo
pero no se puede hacer lo mismo en todos los casos que hemos visto, son pequeños.no puede decirse todas las casos, porque las hemos visto, son pequeñas.